# Конкакафов златни куп 2025.
Конкакафов златни куп 2025. био је 18. издање златног купа, двогодишњег међународног првенства у мушком фудбалу региона Северне, Централне Америке и Кариба које организује КОНКАКАФ. Канада и Сједињене Америчке Државе су домаћини турнира, који је почео 14. јуна 2025. године. Финале је заказано за 6. јул 2025. године на стадиону НРГ у Хјустону. Већина места одржавања турнира налази се на западу Сједињених Држава како би се избегле колизије у распореду са Светским клупским првенством ФИФА 2025. године, које се одржава у исто време, углавном на источној обали.
Мексико је бранилац титуле, пошто је освојио своју рекордну девету титулу 2023. године након победе над Панамом резултатом 1:0 у финалу 16. јула на стадиону SoFi у Инглвуду, Калифорнија.
Финале је одиграно 6. јула 2025. године на стадиону NRG у Хјустону, где је бранилац титуле Мексико освојио своју рекордну десету титулу након што је победио Сједињене Америчке Државе резултатом 2 : 1.